# Otto II. von Brakel
Otto II. von Brakel (* um 1380, wohl in Dorpat; † 1. September 1435 in der Schlacht bei Wiłkomierz) war ein baltisch-deutscher Ritter, Vasall, Mannrichter und bevollmächtigter Unterhändler für den Deutschen Ritterorden.

## Herkunft
Er war der Sohn des Dorpater Stiftsvogts Klaus II. von Brakell († um 1390), einem mutmaßlichen Ururenkel des Heinrich von Brakel, und der Helena von Lode († um 1413). Nach neueren genealogischen Studien war er mithin ein Nachfahre von Werner II. von Brakel, Edelherr von Gehrden (um 1136–1173), und der Beatrix Gräfin von Calvelage-Ravensberg († nach 1200), einer Enkelin der Ethelinde von Northeim.

## Leben und Wirken
Otto war zwar kein Ordensbruder, aber zeitlebens treuer Vasall und reichlich bedachter Lehensträger des Deutschen Ordens. Er übernahm zahlreiche Ämter und Gesandtschaften im Namen des Ordens: 1416 Riga und Bevollmächtigter der Ritterschaft in Reval, 1417 Beisitzer des Komturs zu Reval, 1422 Streit mit der Stadt Reval bezüglich des Jungfrauenklosters, 1428 Streit mit dem Erzbischof zu Riga, erwähnt als Otto von Brakel, Ritter zu Ronneburch, 1427 bis 1431 Streit mit Dänemark-Schweden und war zudem Bevollmächtigter (1416) und Mitglied der harrisch-wierischen Ritterschaft. Er war außerdem, durch Urkunden belegt, der Schwiegervater des Wilhelm I. von Fahrensbach aus dem engeren Sippenkreis des Hochmeisters Winrich von Kniprode, und hielt sich Juni 1424 und Mai 1425 auf der Marienburg auf.
Neben vielfältigen beurkundeten diplomatischen Missionen als Unterhändler und seinem Amt 1409 bis 1419 als Mannrichter in Wierland, waren sein Leben und sein Tod jedoch vor allem durch Teilnahme an zahlreichen kriegerischen Auseinandersetzungen geprägt, so etwa:
- Krieg gegen Nowgorod um Pleskau um 1405 bis 1409, im Alter von etwa 27 Jahren
- vermutlich Schlacht bei Tannenberg (1410), als harrisch-wierischer Vasall im livländischen Ordensaufgebot
- nachweislich 1422 Krieg gegen Polen und Litauen, Teilnahme an der Besiegelung des Friedensvertrags im Mai 1423 zu Welun
- Im September 1431 Kämpfe mit den Litauern gegen Polen
- Gefallen, oder vermisst, in der Schlacht bei Wiłkomierz an der Svieta (auch: Schlacht von Pabaiskas) am 1. September 1435, in welcher der Großfürst von Litauen Sigismund Kęstutaitis den mit dem Fürsten Švitrigaila verbündeten deutschen Ritterorden entscheidend besiegte.

## Besitz und Güter (Auszug)
Zu Otto von Brakels umfangreichem Besitz in Estland zählten Dörfer und Güter:
- Kirchspiel Katharinen: Jerto, Mäoküla und der Hof Kursalle, die Rittergüter Mettapäh (Mädapea) und Uddrich (Udriku)
- Kirchspiel Rappel: Laaxe (Laeste) und Lellefer
- Kirchspiel Jewe: Dörfer Nagala, Puppaster, Sall, Tokulopi, Kerper (Kärpla), Kokketay und Vorschott, Dorf Thorakes
- Kirchspiel Sankt Jacobi: Dorf Kantküll, Finn (Viina) bei Pajus (Pausi) und Rittergut Mödders

Der Gesamtbesitz betrug ungefähr 12360 Morgen, also rund 3000 Hektar. Nachdem um 1422 einige seiner Güter auf dem Gebiet des Stifts Dorpat abgebrannt wurden, war Otto um 1423 wohl in Mettapäh ansässig, wo er 1425 den neuen Hof Rosennberch erbauen ließ.

## Familie und Nachfahren (Auszug)
Er war zuerst um 1405 mit Ghertrud (von Poll ?) und dann um 1413 vermutlich mit Margarethe (von Vietinghoff ?) verheiratet.
- Odert von Brakel (erwähnt um 1413)
- Gottfried V. von Brakel (um 1413–1452)
- Klaus IV. von Brakel (1413–1452), um 1429 Domherr von Dorpat
- Robrecht von Brakel (um 1413)
- Tochter N.N. von Brakel (erwähnt um 1441); ⚭ vor 1423 Wilhelm I. von Fahrensbach
- Dietrich III. von Brakel (erwähnt 1452–1492), Ritter und Mitbevollmächtigter der harrisch-wierischen Ritterschaft in Wolmar; 7 Nachkommen
  - Dietrich IV. von Brakel (um 1504 bis 1537), Ritter und Mannrichter, Rittergut und Dorf Kappel (Kirchspiel Maholm), Herr auf Mödders (Mödriku), Pellesver, Allesver, Vettyck und Kantküll (Kirchspiel Sankt Jacobi)
- Tönnis (Anton) von Brakel (lebt bis etwa 1463)